# Ascidia celtica
Ascidia celtica är en sjöpungsart som beskrevs av Monniot 1969. Ascidia celtica ingår i släktet Ascidia och familjen Ascidiidae. Inga underarter finns listade i Catalogue of Life.